# Chromatografia gazowa
Chromatografia gazowa (ang. gas chromatography, GC) – technika analityczna chromatograficzna, w której fazą ruchomą jest gaz (najczęściej hel, argon, azot wysokiej czystości, coraz rzadziej wodór), a fazą stacjonarną adsorbent lub absorbent, pokrywający nośnik (wypełnienie kolumny lub jej ścianki). Technika GC umożliwia ustalenie procentowego składu mieszanin związków chemicznych, w których występuje ich nawet kilkaset. Stosując klasyczną detekcję (np. z użyciem katarometrów) można dokonać orientacyjnej identyfikacji składników mieszaniny na podstawie ich czasów retencji. Niemal jednoznaczną identyfikację umożliwia użycie spektrometru mas jako detektora (gas chromatography – mass spectrometry, GC-MS).
Chromatografia gazowa jest najczęściej stosowaną metodą do szybkiej analizy złożonych mieszanin związków chemicznych oraz oceny czystości tych związków, zarówno w przemyśle, jak i w rozmaitych laboratoriach. Chromatografię gazową stosuje się m.in. w:
- przemyśle petrochemicznym – np. do oceny składu chemicznego produkowanej benzyny;
- ochronie środowiska – do oceny stopnia zanieczyszczenia gleby, powietrza i wody;
- kryminalistyce – np. do analizy źródła pochodzenia narkotyków na podstawie składu zawartych w nich zanieczyszczeń;
- kontroli antydopingowej – gdzie GC-MS jest podstawową metodą wykrywania niedozwolonych substancji w krwi, pocie, moczu i ekstrakcie z włosów sportowców;
- w przemyśle spożywczym – do badania składu surowców i produktów żywnościowych oraz do wykrywania zafałszowań żywności.

Zaletą chromatografii gazowej jest możliwość użycia bardzo niewielkiej objętości analizowanej substancji – od 0,01 µl do maksymalnie 100 µl.
Oprócz zastosowań typowo analitycznych (takich jak analiza mieszanin związków dających się odparować), chromatografię gazową można stosować także do badań fizykochemicznych powierzchni ciał stałych. W takich zastosowaniach technikę tę można spotkać pod nazwą odwróconej (inwersyjnej) chromatografii gazowej

## Zasada działania

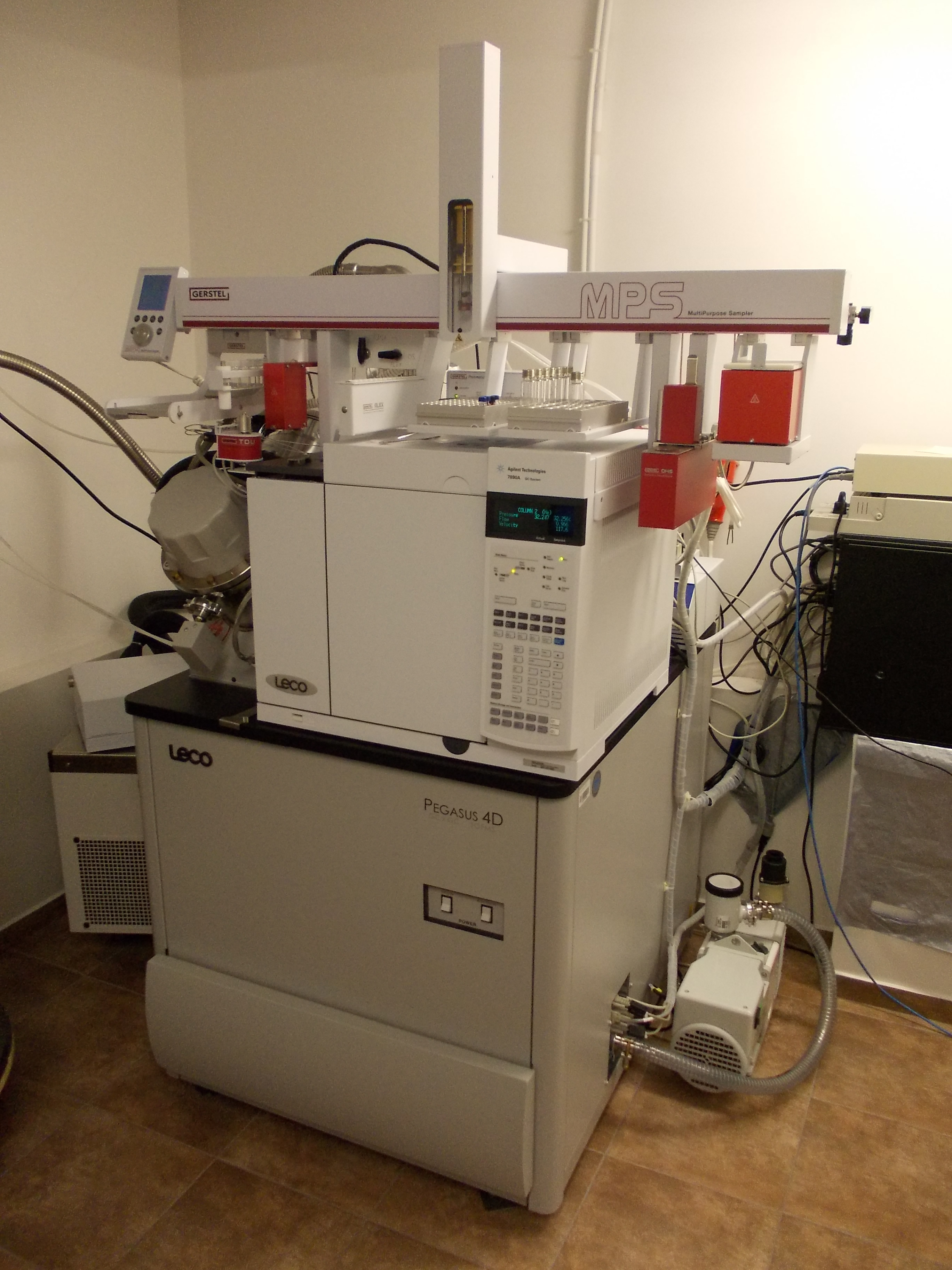
Dwuwymiarowy chromatograf gazowy GCxGC-TOFMS umożliwia rozdzielanie złożonych mieszanin substancji chemicznych wykorzystując dwa mechanizmy retencji oraz oznaczanie składników próbek na ultra śladowym poziomie stężeń. Wyposażenie Katedry Chemii Analitycznej Politechniki Gdańskiej

Chromatografia gazowa, jak każda metoda chromatograficzna, opiera się na zjawisku występowania oddziaływań międzycząsteczkowych między związkami chemicznymi będącymi składnikami analizowanej mieszaniny i wypełnieniem kolumn. W przypadku chromatografii gazowej, analizowana mieszanina jest najpierw przeprowadzana w fazę gazową w odparowywaczu stanowiącym kluczowy element układu nastrzykowego. Gdy analizowana próbka jest gazem – można ją podać na kolumnę z pominięciem odparowywacza. Następnie próbka jest porywana przez gaz nośny (zwykle hel lub wodór) i przechodzi przez długą kolumnę, gdzie następuje rozdział mieszaniny na poszczególne związki chemiczne. Na wyjściu znajduje się detektor, za pomocą którego wykrywa się i mierzy stężenie kolejnych składników mieszaniny w gazie nośnym. Czas przejścia danego związku chemicznego przez całą kolumnę jest nazywany czasem retencji. Na czas retencji bardzo silny wpływ mają warunki przeprowadzania analizy, takie jak temperatura oraz szybkość przepływu gazu nośnego, wymuszanego przez ciśnienie podawane na szczyt kolumny.
Czas retencji w danych warunkach jest wartością specyficzną dla każdego składnika analizowanej mieszaniny. Pozwala to na bardzo przybliżoną identyfikację składnika, poprzez porównanie ze znaną, czystą substancją. Identyfikację otrzymaną w ten sposób należy traktować bardzo ostrożnie, gdyż może się zdarzyć, że istnieje także inna substancja o takim samym czasie retencji. Pewniejszy wynik można uzyskać poddając próbkę analizie z użyciem kilku różnych kolumn (o różnych właściwościach fazy stacjonarnej). Najpewniejszy wynik uzyskuje się łącząc chromatografię gazową z innymi technikami analitycznymi, najczęściej ze spektrometrią mas (GC-MS).
Składniki próbki analizowane metodą chromatografii gazowej muszą być lotne i trwałe w temperaturze analizy. Najczęściej są to rozmaite mieszaniny gazów i roztwory zawierające lotne związki chemiczne. W szczególnym przypadku analizowane związki mogą być zawarte w trudno lotnej matrycy, stosuje się wówczas technikę dozowania headspace.

## Konstrukcja chromatografu gazowego
Chromatograf gazowy składa się z następujących podstawowych elementów:
1. układ dozowania próbki (np. nastrzykowy)
2. termostatowany piec
3. kolumna chromatograficzna
4. detektor
5. rejestrator.

### Układ nastrzykowy
Tradycyjny układ nastrzykowy składa się zwykle z membrany, którą nakłuwa się igłą specjalnej strzykawki chromatograficznej oraz odparowywacza, w którym następuje odparowanie wszystkich składników analizowanej próbki. Odparowywacz to krótka (5-10 cm) rurka metalowa lub szklana otoczona spiralą grzejną, która umożliwia rozgrzanie rurki do ponad 200 °C. W niektórych aparatach odparowywacz pracuje stale w tej samej temperaturze, zaś w innych istnieje możliwość regulowania jego temperatury w szerokim zakresie.
Nastrzyki wykonuje się ręcznie lub automatycznie. Ręczny nastrzyk można wykonać za pomocą specjalnej strzykawki. Automatyczne nastrzyki wykonuje się z użyciem autodozownika lub też autodozownika typu headspace.
Pierwszy typ autodozownika to urządzenie, w którym wstawia się fiolki z analizowanymi mieszaninami w odpowiednich miejscach na tzw. karuzeli lub taśmociągu a specjalny manipulator pobiera do strzykawki odpowiednią objętość analizowanej próbki i nastrzykuje ją do aparatu.
W przypadku autodozownika typu headspace do analizy pobierana jest próbka par znad powierzchni analizowanej substancji. Aby zachować powtarzalność wyników, próbkę termostatuje się w zamkniętej fiolce w ustalonej, określonej temperaturze przez ustalony, określony czas. W przypadku tego rodzaju dozownika aparaty są często pozbawione odparowywacza, gdyż nastrzykiwana próbka jest już od razu w formie gazowej.
Systemy do analizy fazy nadpowierzchniowej dzielą się na dwie grupy: statyczne (głównie wykorzystywane w analizach ilościowych) i dynamiczne (przede wszystkim stosowane w badaniach kinetycznych). Z systemu dozownika typu headspace określona objętość gazu podawana jest za pomocą gazu nośnego bezpośrednio do chromatografu gazowego poprzez linię transferową, bez konieczności stosowania strzykawek.
Dozowniki typu headspace wykorzystuje się np. w laboratoryjnych analizach etanolu we krwi, analizie zawartości benzenu i toluenu w woskach węglowodorowych.
Najważniejszą częścią układu nastrzykowego jest miejsce, do którego trafia próbka po pobraniu jej przez autodozownik lub strzykawkę. Wyróżnia się następujące układy nastrzykowe:
- dozownik typu split – nastrzyknięta próba trafia do specjalnego rozdzielacza, w którym tylko ściśle ustalona część nastrzyku jest kierowana do odparowywacza, zaś reszta trafia do tzw. martwej pętli; system ten gwarantuje, że do kolumny dostaje się zawsze powtarzalna ilość próbki,
- dozownik on-column – cała próbka trafia od razu na kolumnę.

Uwagi
- Aby uzyskać dobry rozdział mieszaniny powinno się dozować jak najmniejsze ilości próbek.
- Dozownik split umożliwia pomniejszenie ładunku poprzez ustawienie dużych stosunków podziału (np. 50:1, 100:1 lub 500:1, czyli zostaje odrzucone, odpowiednio 50, 100 lub 500, a jedna część próbki trafia do kolumny).
- Dozownik on-column stosuje się zwykle w przypadku gdy badana próbka jest niestabilna termicznie, przez co mogłaby ulec rozkładowi w temperaturze dozownika typu split. Aby pomniejszyć ilość zadozowanej próbki, bardzo mocno się ją rozcieńcza.

### Piec

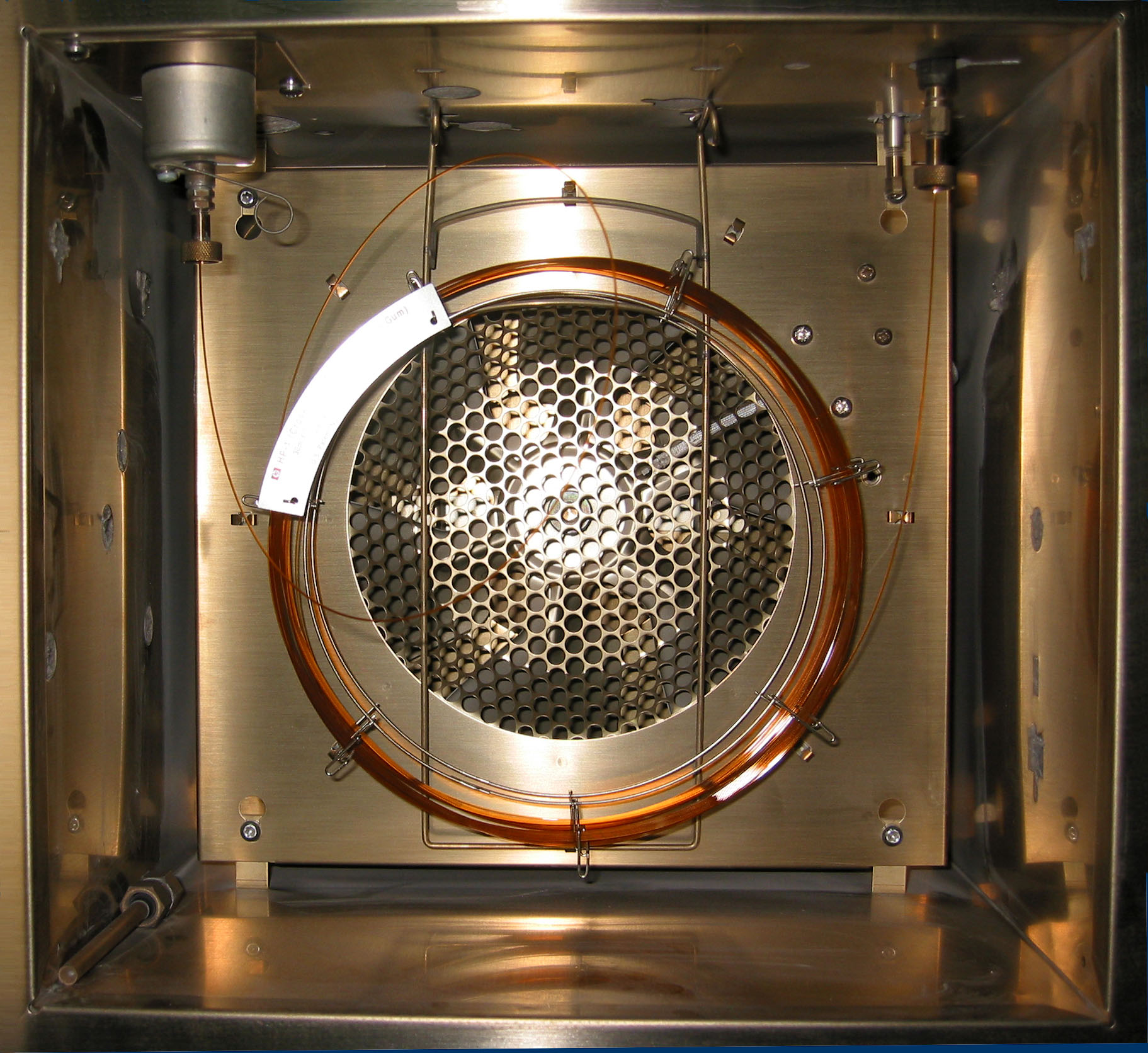
Piecyk chromatografu z dozownikiem i kolumną kapilarną

Piec w chromatografie gazowym to odizolowany od otoczenia i wysokowydajny grzejnik z bardzo dokładną kontrolą temperatury. Wewnątrz pieca umieszczona jest zwinięta w pętlę kolumna. Piece, aby zapewnić możliwość szybkiej zmiany temperatury w czasie, posiadają zwykle wymuszony obieg powietrza. W większości współczesnych chromatografów istnieje możliwość liniowej zmiany temperatury w czasie pomiaru, co pozwala na wykonywanie analiz w tzw. gradiencie, co zwykle ją przyspiesza. Czasami jednak analizy wykonuje się w tzw. izotermie, czyli stałej, ściśle określonej temperaturze.

### Kolumna
Stosuje się trzy podstawowe rodzaje kolumn:
- Tradycyjne kolumny z wypełnieniem stałym – są to kolumny o długości 1 – 5 m i średnicy wewnętrznej ok. 2 – 3 mm, wykonywane ze specjalnych stopów metali kolorowych. Wypełnia się je substancjami porowatymi takimi jak mika, pokruszona cegła, modyfikowana chemicznie ziemia okrzemkowa, rozmaite kserożele. Rozdzielanie analizowanych substancji odbywa się w nich na granicy gaz – ciało stałe (adsorpcja).
- Tradycyjne kolumny z wypełnieniem stało-ciekłym – są to kolumny o podobnej długości i średnicy jak kolumny do wypełnienia stałego. Wypełnia się je specjalnymi porowatymi kserożelami (zwykle silikażelami lub ziemiami okrzemkowymi), tu zwanymi nośnikami fazy ciekłej. Powierzchnia ziaren nośnika jest pokrywana warstwą (filmem) wysokowrzącej cieczy o wysokiej lepkości i odpowiedniej polarności, zależnej od polarności składników analizowanej mieszaniny. Rozdzielanie analizowanych substancji odbywa się na granicy gaz – ciecz (absorpcja).
- Kolumny kapilarne – są to zazwyczaj kolumny o długości od 5 do 100 m i średnicy wewnętrznej 0,10 – 0,53 mm. Są one wykonywane ze stopionej krzemionki lub metali. Wypełnia się je roztworami polimerów lub innych nielotnych substancji ciekłych o wysokiej lepkości i polarności zależnej od rodzaju związków, które mają być rozdzielane. Roztwory te, po odparowaniu, pozostawiają na ściankach kolumny cienki film, który w warunkach analizy jest bardzo lepką cieczą o grubości 0,10 – 5 mikrometrów. Rozdzielanie analizowanych substancji odbywa się w nich na granicy gaz – ciecz. Najczęściej stosowanymi polimerami w tego rodzaju kolumnach są modyfikowane chemicznie polisiloksany lub modyfikowane chemicznie polietylenoglikole o wysokiej masie cząsteczkowej. Fazy stacjonarne mogą być chemicznie związane z powierzchnią kapilary, co korzystnie wpływa na trwałość kolumny, np. względem rozpuszczalników.

### Detektor
Detektor w chromatografie gazowym mierzy stężenie wypływających związków w gazie nośnym. Idealny detektor powinien być wrażliwy tylko na samo stężenie niezależnie od struktury chemicznej analizowanego związku. W praktyce jednak detektory mają różną czułość na różne związki chemiczne, co wymaga ich kalibrowania i ustalania tzw. współczynników odpowiedzi dla każdego związku chemicznego osobno, o ile chce się dokładnie określać procentowe udziały związków chemicznych w analizowanej próbce.

#### Rodzaje detektorów
Detektory uniwersalne
- Detektor termokonduktometryczny (TCD) – w którym pomiar stężenia zasadza się na zmianach przewodnictwa elektrycznego wynikającego ze zmian przewodnictwa cieplnego atmosfery wokół termoelementu (chłodzenie rozgrzanego termoelementu) ze zmianą stężenia „obcego związku” chemicznego w gazie nośnym. Jego czułość zależy od stosowanego gazu nośnego, a dokładnie od różnicy przewodnictwa cieplnego gazu nośnego i składników próbki. Pozwala na detekcję zarówno związków organicznych, jak i nieorganicznych (np. woda, gazy takie jak tlen, azot, argon itp)

Detektor płomieniowo-jonizacyjny – schemat działania

- Detektor płomieniowo-jonizacyjny (FID) – jest jednym z najczęściej stosowanych detektorów w chromatografii gazowej. Jego działanie polega na jonizacji (rozkład na jony) cząsteczek w płomieniu oraz rejestracji zmian potencjału. Podstawowym elementem tego detektora jest płomień (najczęściej wodorowo – powietrzny, wodorowo-tlenowy), płomień otacza elektroda zbiorcza. Gdy przez detektor przepływa sam gaz nośny, między tą elektrodą i elektrodą polaryzującą przepływa niewielki prąd, rejestrowany przez elektrometr i rejestrator jako linia podstawowa. W momencie, gdy do detektora dociera oznaczana substancja organiczna, ulega ona spaleniu, a powstające jony powodują wzrost natężenia prądu między elektrodami. Ta zmiana jest rejestrowana jako sygnał pomiarowy. FID jest jednym z najczulszych detektorów uniwersalnych. Wykrywa niemal wszystkie związki organiczne (wyjątki: formaldehyd, kwas mrówkowy), przy czym wielkość sygnału jest zależna do liczby cząsteczek analizowanego związku w płomieniu i od liczby atomów węgla w jego cząsteczkach. Sygnał jest w przybliżeniu proporcjonalny do iloczynu liczby cząsteczek przez liczbę atomów węgla (zależy ponadto od rodzaju heteroatomów)[4][5][6][7].
- Detektor foto-jonizacyjny (PID) – to zamiennik detektora płomieniowo-jonizacyjnego. Źródłem energii potrzebnej do rozpadu analizowanych składników na jony jest lampa ultrafioletowa. Jest stosowany w chromatografach rzadziej niż FID (często używany w innych analizatorach gazów)

Zalety względem detektora FID:
- - eliminacja potencjalnie niebezpiecznego wodoru,
  - możliwa detekcja formaldehydu,
  - poprzez zastosowanie odpowiednich lamp o różnej energii wzbudzania detektor ten można wykorzystać zarówno jako detektor uniwersalny (lampa o wysokiej energii wzbudzania pozwala na wykrycie większości związków organicznych – podobnie jak klasyczny FID), jak i specyficzny (lampa o odpowiednio dobranej energii pozwala na wykrycie ograniczonej liczby związków)

Wady:
- - trwałość lampy (konieczna okresowa wymiana)
  - niższa czułość

- Detektor masowy – jest specyficznym rodzajem spektrometru masowego. Tego rodzaju detektor nie pozwala na dokładny pomiar stężeń związków w mieszaninie, ale za to umożliwia jednoczesną identyfikację chemicznej struktury tych związków (niekiedy jednoznaczną)

Detektory specyficzne
- Detektor płomieniowo-fotometryczny (FPD) – wykorzystujący zjawisko chemiluminescencji, zwykle stosowany do wykrywania śladów związków siarkoorganicznych
- Detektor wychwytu elektronów (ECD) – którego działanie polega na pomiarze gwałtownego spadku natężenia prądu płynącego w komorze jonizacyjnej (której elementem jonizującym jest zwykle izotop niklu Ni63), po wprowadzeniu do niej substancji o dużym powinowactwie elektronowym. Stosowany do wykrywania śladowych ilości chlorowcopochodnych
- Detektor azotowo-fosforowy (lub termojonowy; NPD) – bezpłomieniowy detektor stosowany do wykrywania śladowych ilości związków organicznych zawierających azot lub fosfor. Jony tych pierwiastków generowane są w plazmie w wyniku katalitycznego działania metali alkalicznych.
- Detektor fotojonizacyjny (PID) – działanie polega na bombardowaniu eluatu z kolumny fotonami o wysokiej energii emitowanymi przez lampę UV. Jonizowane są związki o potencjale jonizacyjnym nie przekraczającym energii fotonów. Powstające jony przyciągane są przez elektrodę, mierzone, a następnie wytwarzany jest sygnał.
- Detektor pulsacyjno-wyładowczy (VICI PDD) – jako źródło jonizacji wykorzystuje stałe, niskonapięciowe, pulsacyjne wyładowania prądu stałego w helu,
- Detektor olfaktometryczny (metoda GC-O) – eluaty są oceniane sensorycznie, przez zespół ludzi, odgrywających rolę bardzo czułego detektora selektywnego,
- Biodetektory EAG – czułki owadów jako bardzo specyficzne detektory feromonów (zob. elektroantenografia).

### Rejestrator
Niegdyś jako rejestratory stosowano analogowe urządzenia pisakowe, czasami zaopatrzone w integrator, które po prostu „rysowały” zmiany napięcia elektrycznego generowanego przez detektor. Wykresy te nazywa się tradycyjnie chromatogramami. Chromatogramy przyjmują zwykle kształt serii ostrych pików, których wysokość odpowiada chwilowemu stężeniu wychodzącego z kolumny związku chemicznego, a powierzchnię pola pod pikiem można przeliczyć na całkowite stężenie danego związku chemicznego w całej analizowanej próbce.

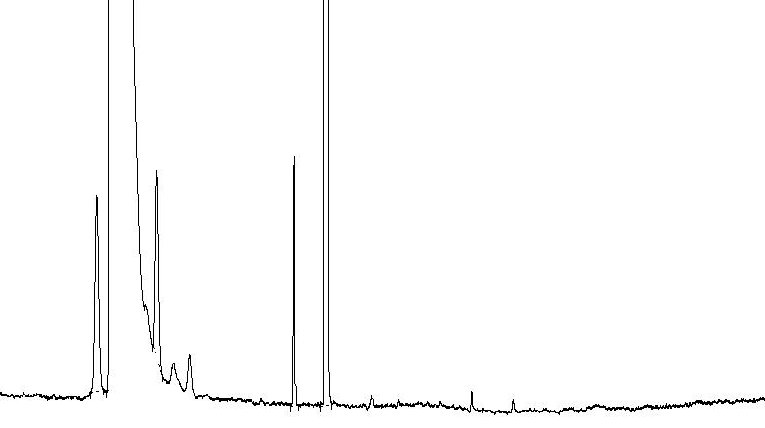
Przykładowy chromatogram

Współcześnie jako rejestratory stosuje się komputery PC (niekiedy zaopatrzone w odpowiednią kartę) oraz oprogramowanie umożliwiające zarówno sterowanie parametrami pracy całego aparatu, jak i automatyczne gromadzenie oraz analizowanie chromatogramów. Oprogramowanie takie metodami numerycznymi, poprzez wyznaczenie pochodnej określa maksimum piku (czas retencji) oraz początek i koniec piku, następnie przez całkowanie w granicach początku i końca piku, oblicza powierzchnię pola. Najczęściej komputer, karta i oprogramowanie są dostarczane przez producenta aparatu, choć możliwy jest też zakup oprogramowania i kart od niezależnych producentów.